# شهباز سیاه‌پوش
شهباز سیاه‌پوش (نام علمی: Accipiter melanochlamys) یک گونه از پرندگان شکاری از خانواده بازان است. در ارتفاعات گینه نو یافت می‌شود. زیستگاه طبیعی آن جنگل‌های دشت مرطوب نیمه‌گرمسیری یا گرمسیری است.